# Ryujin (rappare)
Shin Ryu-jin (koreanska: 신류진), känd mononymt som Ryujin, född 17 april 2001 i Seoul, är en sydkoreansk rappare, sångerska, dansare och skådespelerska. Hon är medlem i den sydkoreanska tjejgruppen Itzy, som bildades av JYP Entertainment 2019. Utöver musikkarriären har hon haft en mindre roll i filmen The King från 2017.

## Tidiga år
Ryujin föddes den 17 april 2001 i Seoul, Sydkorea. Hon studerade vid Hanlim Multi Art School, där hon anslöt sig till Dance Practice Department tillsammans med gruppmedlemmen Chaeryeong, och tog examen den 7 februari 2020.

## Karriär

### Innan debuten (2017)
När Ryujin gick i grundskolan gick hon på en Got7-konsert där hon fångade intresse hos en medarbetare på JYP Entertainment, som direkt frågade om hennes telefonnummer vid toaletterna. Hon fick därefter kontrakt med bolaget 2015, där hon tränade i fyra år innan den officiella debuten.
2017 deltog Ryujin i TV-programmen MixNine and Stray Kids. Hon medverkade även i en video för BTS:s "Love Yourself" (Highlight Reel) tillsammans med gruppmedlemmen Yuna och hade en mindre roll i dramafilmen The King från 2017.

### Debut med Itzy (2019–nutid)
Den 12 februari 2019 debuterade Ryujin som medlem i Itzy. Gruppen debuterade med singelalbumet It'z Different, ledd av singeln "Dalla Dalla". Till gruppens andra studioalbum Born to Be spelade Ryujin in sin första sololåt, "Run Away", som hon var med och skrev tillsammans med bland andra Team Galactika.

## Filantropi
Den 12 april 2020 donerade Ryujin 50 miljoner sydkoreanska won (uppskattningsvis 37 898 amerikanska dollar) till "The Promise", ett företag som hjälper offren för skogsbränderna som inträffade på Gangwons östkust. Den 14 februari 2023 stöttade Ryujin "The Promise" med ytterligare 50 miljoner KRW till de drabbade i Jordbävningen i Turkiet och Syrien 2023.

## Diskografi
För Ryujins verk med Itzy, se Itzys diskografi.

### Som gästartist
| Titel                                                                                  | År   | Högsta listplaceringar | Album       |
| Titel                                                                                  | År   | US World               | Album       |
| -------------------------------------------------------------------------------------- | ---- | ---------------------- | ----------- |
| "Break My Heart Myself" (Bebe Rexha med Ryujin och Yeji)                               | 2022 | —                      | Inget album |
| "—" betecknar en singel som inte utgavs i det landet eller som inte gick in på listan. |      |                        |             |

## Filmografi

### Filmer
| År   | Titel    | Roll  | Notering | Ref.  |
| ---- | -------- | ----- | -------- | ----- |
| 2017 | The King | Jimin | Biroll   | [ 3 ] |

### TV-program
| År   | Titel      | Roll      | Notering                                | Ref.   |
| ---- | ---------- | --------- | --------------------------------------- | ------ |
| 2017 | Mix Nine   | Sig själv | Tävlande                                | [ 9 ]  |
| 2017 | Stray Kids | Sig själv | Cameo i första avsnittet med Team Girls | [ 14 ] |
| 2023 | KCON Japan | Sig själv | Programledare                           | [ 15 ] |

### Medverkan i musikvideor
| År   | Låttitel        | Artist | Notering                                                                                  | Ref.   |
| ---- | --------------- | ------ | ----------------------------------------------------------------------------------------- | ------ |
| 2017 | "Love Yourself" | BTS    | Medverkade som en vän till J-Hope och Jimin samt som J-Hopes danspartner i Highlight Reel | [ 16 ] |